# Гетьманський переворот (1918)
Гетьма́нський переворо́т — державний переворот у Києві в ніч з 29 на 30 квітня 1918 року, коли генерал Павло Скоропадський, обраний та помазаний того ж дня гетьманом, за бездіяльності сил УНР та сприяння німецьких військ захопив владу в Україні, усунувши Українську Центральну Раду.

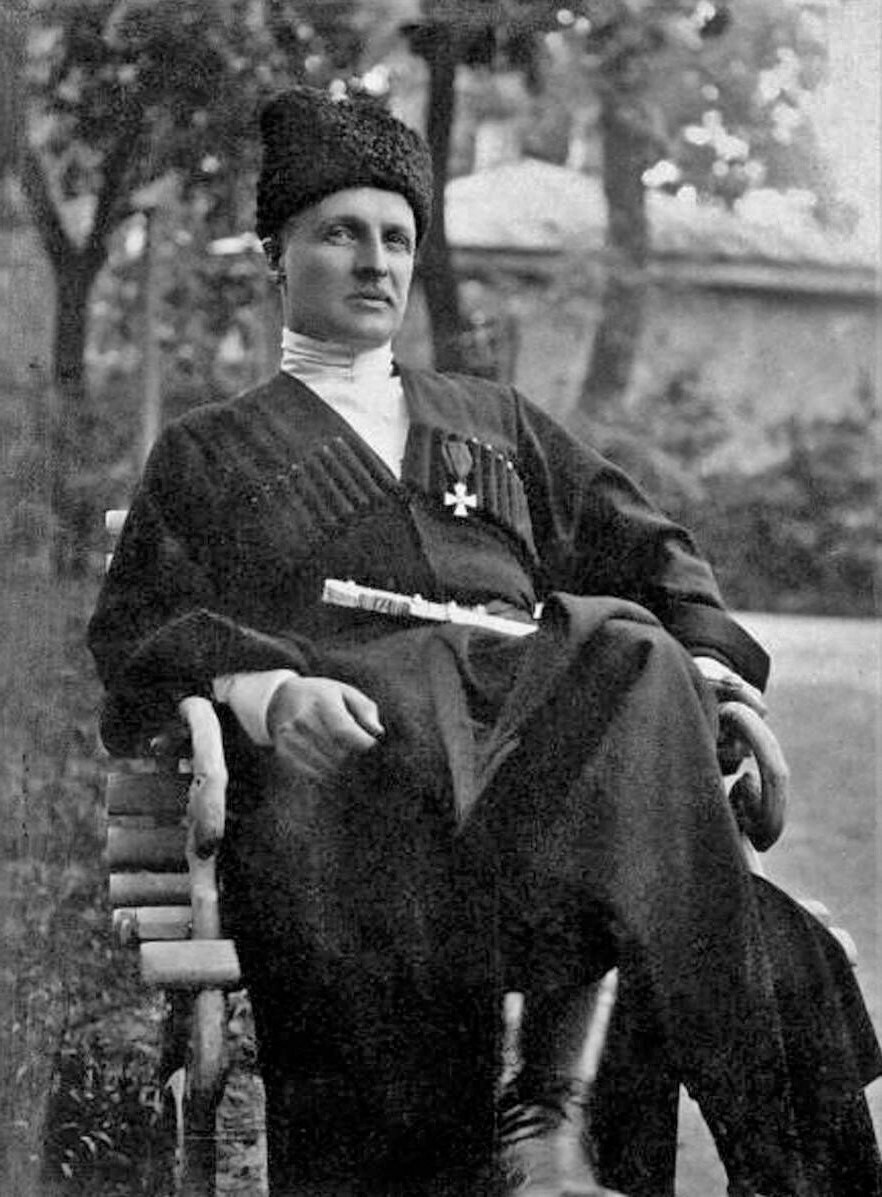
Гетьман Павло Скоропадський, 1918 рік

## Передісторія події

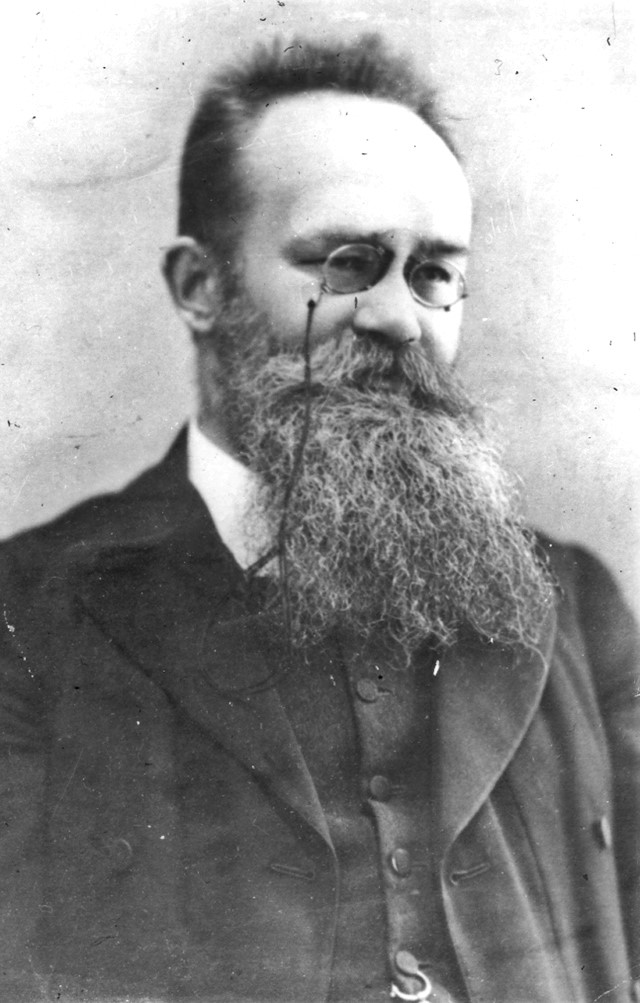
Михайло Грушевський, голова Української Центральної Ради УНР

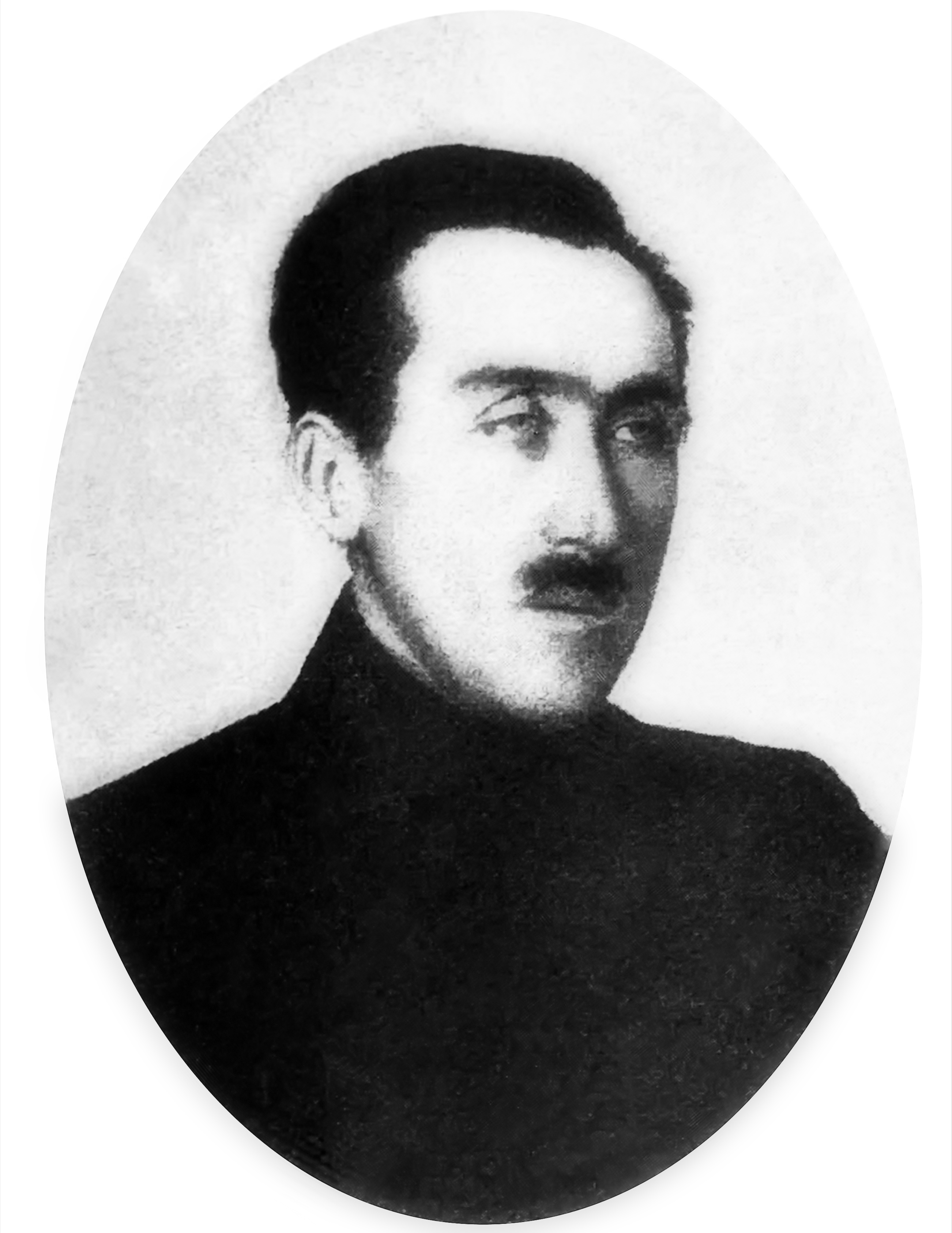
Голова Ради народних міністрів УНР в березні 1918 року Всеволод Голубович

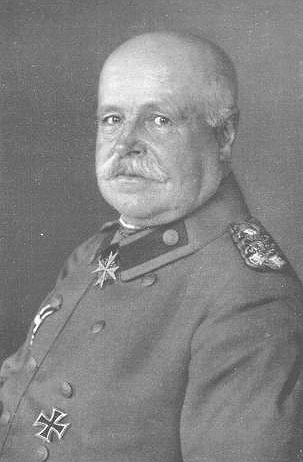
Генерал-полковник Герман фон Ейхгорн, голова Київського угруповання німецьких окупаційних військ в Україні

У ніч з 24 на 25 квітня 1918 року з власної квартири в Києві невідомими особами був викрадений мільйонер, голова Російського банку зовнішньої торгівлі, член фінансової комісії Центральної ради Абрам Добрий.
Згодом з'ясувалося, що викраденням керував чиновник особливих доручень українського Міністерства внутрішніх справ Осипов, особистий секретар начальника політичного департаменту Української Народної Республіки (УНР) Гаєвського. Банкіра відвезли в автомобілі на вокзал Києва та доставили до вагона, що стояв на запасних коліях під охороною Січових Стрільців і був причеплений до звичайного пасажирського поїзда на Харків. Є думка, що Осипов запропонував Доброму звільнення в обмін на 100 тисяч рублів.
Викраденого було вирішено розмістити в харківській в'язниці, але директор Холодногірського централу відмовився приймати Доброго без ордера на арешт і відповідних супровідних документів Міністерства внутрішніх справ. Банкіра відвезли в харківський «Гранд-Готель» і замкнули в номері. Там він на вимогу вимагачів підписав чек на 100 тисяч рублів.
Німецьке командування вважало Осипова виконавцем, а замовниками злочину оголосило міністра внутрішніх справ Центральної Ради Михайла Ткаченка, військового міністра Центральної Ради Олександра Жуковського і прем'єр-міністра українського уряду Всеволода Голубовича. Викрадення міністрами Ради людини, через банк якої йшли фінансові операції окупаційних військ з Рейхсбанком, викликало обурення німецького командувача в Україні Германа фон Ейхгорна. 26 квітня він видав указ, згідно з яким усі кримінальні злочини на території України вибірково могли підлягати німецькому військово-польовому суду при збереженні паралельної роботи української правової системи. Видання такого наказу викликало стурбованість голови Ради народних міністрів Всеволода Голубовича, який через два дні після викрадення сказав на засіданні Малої Ради таке:
|  | Що таке є власне пан Добрий? Він, може, є підданець німецької держави? Ні, він ні сват, ні кум, він зовсім постороння людина. І от із-за того, що було похищено цю посторонню людину, яка юридично нічим не зв’язана з Німеччиною, яка не дає ніяких поводів до того, щоби зробити такої колосальної ваги приказ, приказ був виданий. |

Німецьке командування знало про підготовку до перевороту, для чого організовувались зустрічі з Павлом Скоропадським з представником німецького командування Гренером, який, за споминами Скоропадського, запевняв його в тому, що німці в справи українців не лізуть, але вуличних заворушень вони допустити не могли. Усний договір німців зі Скоропадським полягав у декількох основних пунктах:
- Визнання гетьманом Берестейської угоди.
- Організоване виконання пунктів Берестейської угоди (продаж продовольства).
- Реформи направлені на відновлення приватної власності і ринкової економіки.
- Фіксовані ціни для німецьких солдатів на покупку товарів першої необхідності.

## Перебіг
29 квітня в приміщенні київського цирку відбувався з'їзд хліборобів, на який прибуло понад 6 тис. делегатів з 8 губерній України. Павло Скоропадський залишався вдома і дізнавався про перебіг з'їзду через кур'єрів. Саме через останніх він дізнався, що критика політики Центральної Ради сягнула апогею, а тому цей момент видавався найкращим для початку дій. Скоропадський на автомобілі прибув на з'їзд і сів у бічній ложі. Після однієї з промов прозвучала пропозиція оголосити Скоропадського гетьманом. Присутні встали і вітали його як людину, якій випала доля взятися до керування країною у складний для неї час.
Після цього учасники з'їзду рушили на Софійський майдан для урочистого молебню, де нова влада отримала благословення від архієпископа Никодима.
У ніч з 29 на 30 квітня прихильники гетьмана оволоділи приміщеннями генеральних секретарств у військових та внутрішніх справах, а також Державним банком.
За три дні перед цими подіями німці роззброїли дивізію Синьожупанників, а 30 квітня Січових Стрільців.
|                        | Якщо не згадувати часів розквіту старої Князівської Руси-України, то не було іншого такого конструктивного і далекосяглого в своїй ідеї та задумі збору українських людей, і такого відмінного від усього того, що діялося в Україні — як власне з’їзду Хліборобів 29 квітня 1918 року |
| — В'ячеслав Липинський | |

Окрім леґітимації від союзу хліборобів, леґітимність влади гетьмана підкріплювалася фактом помазання, що також свідчить про монархічний характер влади гетьмана. Свої відчуття в ті миті у "Споминах" Скоропадський описував так:
|                                  | Це були хвилини, які не можна забути. Стільки світлих, чистих надій, скільки бажання працювати! Пресвятійший Никодим виказав захоплюючу промову, Хор мовив: "Многая літа володарю нашому, Гетьману усієї України", гуділи колоколи святої Софії. З вигляду я був спокійним, але в душі переживав багацьке. |
| — Павло Скоропадський, "Спомини" | |

## Причини падіння Центральної Ради
- Починаючи з грудня 1917 року Рада почала стрімко втрачати свій авторитет серед населення. Вважається, що головна причина цього полягала в тому, що УЦР своєчасно не змогла розв'язати нагальних соціально-економічних проблем (і перш за все робітниче та аграрне питання), бо віддавала пріоритет національно-політичним інтересам.
- Рада не мала боєздатних збройних сил. Адже соціалістична її більшість вважала за непотрібне створення регулярної армії, а натомість прагнула сформувати так звану «народну міліцію», яка виконувала б насамперед функції охорони правопорядку.
- УНР не мала дієспроможного адміністративного апарату.
- Постійні суперечності між домінантними фракціями всередині Центральної Ради (УПСР, УСДРП, УПСФ) не дозволяли зробити діяльність цього органу ефективною, обумовлювали імпульсивний характер її роботи.
- У Раді відчувався дефіцит людей державного рівня, здатних організувати роботу, повести за собою. І це не дивно, адже більшість в УЦР складала молодь віком 25-30 років, без досвіду державницької роботи, з притаманними цьому вікові максималізмом та романтизмом.
- Постійні особисті суперечності між лідерами Центральної Ради.

## Оцінка перевороту
Квітневий державний переворот викликав неоднозначні оцінки сучасників. Найбільш категорично висловився Володимир Винниченко, мовляв переворот був здійснений руками «захлялого поміщицтва, пощипаного фабриканства, зажуреною за хабарами бюрократією і нахабно-льокайським офіцерством…». Негативно оцінювали переворот Павло Христюк, Лев Шанковський, В. Іваним.
Прихильниками гетьманської держави були Дмитро Дорошенко, В'ячеслав Липинський, Наталія Полонська-Василенко, Микола Міхновський та інші.